# 다발성 흑자 증후군
다발성 흑자 증후군(Noonan syndrome with multiple lentigines, NSML)은 상염색체 우성 비수용체 11형 유전자 단백질 티로신 포스타파제의 돌연변이로 발생하는 희귀 질환이다. 이 질병은 주로 피부, 골격 및 심혈관계와 관련된 복잡한 특징이 있다. 

## 증상
- 성장지연
- 다발성 흑자증
- 심전도 전도 이상
- 양안격리증
- 폐동맥판협착증
- 생식기관 기형

## 같이 보기
- 신경섬유종증
- 누난 증후군